# Sébastien Jeanneret
Sébastien Jeanneret (født 12. december 1973 i Le Locle, Schweiz) er en tidligere schweizisk fodboldspiller (forsvarer).
Jeanneret spillede hele sin karriere i hjemlandet, hvor han tilbragte længst tid hos Neuchâtel Xamax og FC Zürich. Han opnåede desuden 18 kampe for det schweiziske landshold. Han var en del af det schweiziske hold til EM i 1996 i England. Her spillede han to af schweizernes tre kampe, men kunne ikke forhindre, at holdet blev slået ud efter det indledende gruppespil.